# 명안도
명안도(중국어 간체자: 明安图, 정체자: 明安圖, 병음: Míng’āntú 밍안투[*], 몽골어: Шаравын Мянгат 샤라빈 먕가트, ᠮᠢᠨᠭᠭᠠᠲᠦ, 자 정안(중국어 간체자: 静安, 정체자: 靜安, 병음: Jìng’ān 징안[*]), 1692~1763)는 내몽골 출신의 청나라의 수학자이자 천문학자이다. 카탈랑 수를 유럽 수학보다 먼저 발견하였다.

## 생애
1692년에 팔기군 가운데 정백기(正白旗)에서 태어났다. 청년 시절에 흠천감에서 천문학과 역법을 공부하였다. 이 동안 예수회 선교사들로부터 서양의 학문을 접할 수 있었다. 이후 천문학 서적을 편집하였고, 토지 측량에도 관여하였다.
1724년에 흠천감 오관정(五官正)으로 임명되었다. 1759년에 흠천감 감정(監正)으로 승진하였다. 1763년에 사망하였다.
2002년에 그의 이름을 딴 소행성 28242 밍안투(28242 Mingantu)가 명명되었다. 또한, 내몽골 정샹바이 기에 있는 명안도의 고향은 그의 이름을 따 밍안투 진(중국어 간체자: 明安图镇, 정체자: 明安圖鎭, 병음: Míng’āntú Zhèn)으로 명명되었다.

## 저서
명안도의 주요 저서는 《할원밀률첩법》(割圜密率捷法)이며, 이는 명안도 사후 그의 아들이 완성하였다. 제목은 “원을 분할하는 비율을 정밀하게 계산하는 빠른 방법”을 뜻한다.